# Throwback, Vol. 1
Albums de Boyz II Men
The Best of Boyz II Men
(2003) Winter/Reflections
(2005)
Throwback, Vol. 1 est un album de reprises du groupe américain de RnB Boyz II Men, sorti en 2004 sur le label Koch Records, reprenant des chansons d'artistes comme Teddy Pendergrass, The Isley Brothers et Michael Jackson. Cet album fut le premier à se faire en trio après que Michael McCary, membre fondateur du groupe, quitta le groupe à cause de problèmes chroniques.
Une nouvelle version de My Grandfather's Clock fut incluse dans la version taïwanaise de l'album en tant que chanson bonus.

## Liste des titres
1. Let It Whip (Dazz Band)
2. Let's Stay Together (Al Green)
3. What You Won't Do for Love (Bobby Caldwell, featuring MC Lyte)
4. Cutie Pie (One Way)
5. Close the Door (Teddy Pendergrass)
6. For the Love of You (The Isley Brothers)
7. Sara Smile (Hall & Oates)
8. Human Nature (Michael Jackson, featuring Claudette Ortiz)
9. Time Will Reveal (DeBarge)
10. I Miss You (Klymaxx)
11. You Make Me Feel Brand New (The Stylistics)